# Eciton setigaster
Eciton setigaster is een mierensoort uit de onderfamilie van de Ecitoninae. De wetenschappelijke naam van de soort is voor het eerst geldig gepubliceerd in 1953 door Borgmeier.